# تشارلي هيغينز
تشارلي هيغينز (بالإنجليزية: Charlie Higgins)‏ هو عازف كمان ‏ أمريكي، ولد في 26 فبراير 1878، وتوفي في 1 نوفمبر 1967.